# Gnophos glaucinaria
Gnophos glaucinaria är en fjärilsart som beskrevs av Jacob Hübner 1796/99. Gnophos glaucinaria ingår i släktet Gnophos och familjen mätare. Inga underarter finns listade i Catalogue of Life.